# المصابيح (إقليم آسفي)
 لمصابح (بالإنجليزية: LAMSABIH)‏ هي جماعة قروية تابعة لإقليم آسفي ضمن جهة دكالة عبدة بالمغرب.  بلغ مجموع عدد سكان  لمصابح حسب إحصاءات 2004  حوالي 11393 نسمة  يعيشون في 1756 أسرة.